# Merida – Legende der Highlands
Merida – Legende der Highlands (Originaltitel: Brave) ist ein US-amerikanischer Animationsfilm, der 2012 erschien. Er ist der 13. abendfüllende Animationsfilm von Pixar und deren erster mit einer weiblichen Person in der Hauptrolle. Der computeranimierte Fantasy-Abenteuer-Film kam im Format Disney Digital 3-D in die Kinos. Das Drehbuch schrieben Brenda Chapman und Irene Mecchi, die Regie führten Brenda Chapman und Mark Andrews.

## Handlung
Merida ist die ungestüme Tochter von Königin Elinor und König Fergus und eine talentierte Bogenschützin. Entschlossen, ihren eigenen Weg im Leben zu gehen, widersetzt Merida sich uralten, heiligen Sitten. Unbeabsichtigt entfesselt sie dadurch Chaos und Wut im Reich.
Merida leidet unter der Strenge ihrer Mutter, die ihr ein einer Prinzessin angemessenes Verhalten abverlangt und sie auf ihre Rolle als zukünftige Königin vorbereiten will, während Merida an ihrem „freien Tag“ am liebsten auf ihrem Pferd Angus durch die Wälder reitet, klettert und sich im Bogenschießen übt. Die beiden, die einst ein inniges Verhältnis hatten, haben sich durch diese widersprüchlichen Positionen voneinander entfremdet, Merida sieht in ihrer Mutter nur das, was sie selbst werden soll, ihre Mutter sieht in ihr nur die widerspenstige Tochter, die sich weigert, ihrer Verantwortung nachzukommen. 
Als Merida eröffnet wird, dass sie bald einen der Söhne dreier verbündeter Clans heiraten soll, ist sie entsetzt über den drohenden Verlust ihrer Freiheit. Allerdings darf sie wählen, in welcher Disziplin die Erstgeborenen um ihre Hand kämpfen sollen, und entscheidet sich fürs Bogenschießen. Nachdem ausgerechnet der trotteligste der drei Bewerber den besten Schuss abgegeben hat, verkündet sie, als Erstgeborene ihres Clans selbst um ihre eigene Hand kämpfen zu wollen, und meistert alle drei Zielscheiben. Die Clans sind empört über dieses Verhalten; es kommt zu einem heftigen Streit mit ihrer Mutter, und Merida flieht auf Angus in den Wald. Dort weisen ihr Irrlichter den Weg zu einer Hexe, und sie bittet diese um einen Zauber, der ihre Mutter ändert, um so ihr eigenes Schicksal zu verändern. Der Kuchen, den Merida daraufhin erhält und ihrer Mutter Elinor zu essen gibt, löst bei dieser schnell Unwohlsein aus, und Merida bringt ihre Mutter, vorbei an den zankenden Clans im Thronsaal, in ihr Schlafzimmer. Dort verwandelt diese sich in einen großen Bären. Merida flüchtet nach dem ersten Schreck mit ihrer Mutter aus dem Schloss, unterstützt von ihren drei kleinen Brüdern, die die Clans ablenken. Denn König Fergus, der auch „Bärenkönig“ genannt wird, verlor einst sein Bein an einen Mor’du genannten Bären, dessen Kopf gepanzert ist und dessen Rücken gespickt ist mit den zerbrochenen Waffen gescheiterter Gegner. Daher würde Fergus die verwandelte Elinor sofort töten, wenn er sie zu Gesicht bekäme.
Im Wald finden Merida und ihre Mutter das Hexenhaus wieder, doch die Hexe ist nicht da. Sie hat nur eine Botschaft hinterlassen, wonach die Verwandlung beim zweiten Sonnenaufgang endgültig sein wird, wenn Merida und ihre Mutter es bis dahin nicht schaffen, den Zauber rückgängig zu machen. Als Hilfestellung erhalten sie den Hinweis, „das Band neu zu knüpfen“, „während Stolz nur Kummer bringt“. In der Folge führen Irrlichter die beiden zu einer Burgruine, in der der berüchtigte Mor’du lebt. Merida erkennt, dass Mor’du früher ein Mensch war und ebenfalls die Dienste der Hexe in Anspruch genommen hatte, um „die Kraft von zehn Männern“ zu erhalten, nachdem sein Vater das Königreich zwischen ihm und seinen drei Brüdern aufgeteilt hatte. Merida und ihre Mutter entkommen dem wütenden Bären knapp.
Merida bezieht den Spruch der Hexe auf den Wandteppich, den ihre Mutter mit einem Familienporträt versehen und den Merida im Streit mit ihr zerschnitten hat. Beide kehren zum Schloss zurück, um den Wandteppich zu reparieren. Um an den Clans im Thronsaal vorbeizukommen, hält Merida eine Ansprache, in der sie eigentlich sagen wollte, dass sie sich in die Tradition fügt. Pantomimisch souffliert von ihrer Mutter, bittet sie jedoch darum, der jungen Generation zu gestatten, ihrem Herzen zu folgen. Die drei Erstgeborenen stimmen ihr zu, wodurch der in ihrer Abwesenheit eskalierte Streit zwischen den vier Gruppen beendet wird.
König Fergus, der seiner Frau von dieser unerwarteten Wendung berichten will, findet das Schlafgemach der Königin nach deren Verwandlung verwüstet vor. Er überrascht Merida und ihre Bärenmutter bei dem Versuch der Reparatur des Wandteppichs; die Königin hat allerdings ihr Verhalten nicht mehr unter ständiger Kontrolle, und so kommt es im Schloss zu einer spontanen Bärenjagd unter Beteiligung aller Clans. Merida nimmt den Teppich und die Drillinge, die zwischenzeitlich den Rest des Hexenkuchens gegessen und sich in Bärenjunge verwandelt haben, und reitet der Jagd hinterher in den Wald. Nur knapp kann sie ihren Vater daran hindern, ihre Mutter zu töten. Hier betritt Mor’du die Szene und attackiert Merida, die nun ihrerseits von ihrer Mutter gerettet wird; hierbei wird Mor’du von einem umstürzenden Menhir erschlagen. Der Geist des Prinzen in seiner menschlichen Gestalt entsteigt dem Menhir und sieht Merida stumm an, ehe er sich in ein Irrlicht verwandelt und davonfliegt. Im nächsten Moment bricht der zweite Morgen an; trotz des während des Ritts geflickten Wandteppichs bleibt ihre Mutter jedoch ein Bär. Merida bricht in Tränen aus, erkennt ihre eigene Schuld an der Situation und verlangt weinend ihre Mutter zurück. Da erst bricht der Zauber, und ihre Mutter und auch die drei Brüder verwandeln sich in Menschen zurück. 
Merida stellt fest, dass ihre Mutter sich verändert habe, worauf diese anmerkt, dass sie das beide hätten. Indem beide füreinander eintraten und auch beide ihren Stolz überwunden haben, haben sie ihre innige Beziehung wiederhergestellt.
Als Ende wird die Abreise der drei Clans gezeigt; diese sind mit dem Ausgang zufrieden, obwohl Merida nicht verlobt wurde. Sie und ihre Mutter wiederum reiten jetzt gemeinsam aus.

## Filmmusik
Der Soundtrack stammt wesentlich von Patrick Doyle sowie Julie Fowlis. Zudem steuerten Birdy und Emma Thompson je ein Lied bei.
- Julie Fowlis: Touch the Sky
- Julie Fowlis: Into the Open Air
- Birdy feat. Mumford & Sons: Learn Me Right
- Emma Thompson: Noble Maiden Fair (A Mhaighdean Bhan Uasal)
- Patrick Doyle:
  - Fate and Destiny
  - The Games
  - I am Merida
  - Remember to Smile
  - Merida Rides Away
  - The Witch’s Cottage
  - Song of Mor’Du
  - Through the Castle
  - Legends Are Lessons
  - Show Us the Way
  - Mum Goes Wild
  - In Her Heart
  - Not Now!
  - Get the Key
  - We’ve Both Changed
  - Merida’s Home

## Produktion
Im April 2008 gab Pixar bekannt, unter dem Titel The Bear and the Bow einen Film zu produzieren; der Arbeitstitel wurde später in Brave umbenannt. Der Inhalt solle wie die Animation tiefgründiger werden als bei bisherigen Veröffentlichungen von Pixar. Die Produzentin Brenda Chapman beschrieb den Film als ein Märchen in der Tradition von Hans Christian Andersen und den Brüdern Grimm.
In Nordamerika wurde der Film am 22. Juni 2012 veröffentlicht. In Deutschland kam er am 2. August 2012 in die Kinos.
Dies ist der erste Film, der in Dolby Atmos produziert wurde.

## Trivia
- Im Mai 2013 wurde Merida offiziell zur elften Disney-Prinzessin erhoben. Das zugehörige neue Aussehen mit mehr Make-Up und schulterfreiem Kleid wurde aber kontrovers beurteilt.[9]
- Dunnottar Castle bei Stonehaven in Schottland diente als Vorlage für das Schloss im Film.[10]
- Eines der Werke, das die Hexe Merida verkaufen möchte, ist eine Variation des Gemäldes Die Erschaffung Adams.

## Synchronisation
Die Synchronisation des Filmes übernahm die Film- & Fernseh-Synchron Berlin/München, das Dialogbuch schrieb Katrin Fröhlich, die ebenfalls die Dialogregie führte. Eine deutsche Übersetzung der Lieder wurde – mit Ausnahme von Song of Mor’du – nicht vorgenommen.
| Rolle            | Originalsprecher  | Deutscher Sprecher |
| ---------------- | ----------------- | ------------------ |
| Merida           | Kelly Macdonald   | Nora Tschirner     |
| Fergus           | Billy Connolly    | Bernd Rumpf        |
| Elinor           | Emma Thompson     | Monica Bielenstein |
| The Witch        | Julie Walters     | Marianne Groß      |
| Lord Dingwall    | Robbie Coltrane   | Hartmut Neugebauer |
| Lord MacGuffin   | Kevin McKidd      | Tilo Schmitz       |
| Lord Macintosh   | Craig Ferguson    | Arne Elsholtz      |
| Maudie           | Sally Kinghorn    | Sabine Walkenbach  |
| Maudie           | Eilidh Fraser     | Sabine Walkenbach  |
| Junge Merida     | Peigi Barker      | Lucy Fandrych      |
| Junger Macintosh | Steven Cree       | Rainer Fritzsche   |
| Junger MacGuffin | Kevin McKidd      | Daniel Zillmann    |
| Der Rabe         | Steve Purcell     | Axel Malzacher     |
| Wee Dingwall     | Callum O’Neill    | Roland Wolf        |
| Gordon           | John Ratzenberger | Axel Lutter        |
| Martin           | Patrick Doyle     | Sven Gerhardt      |

## Deutschsprachige Kritik
Für Spiegel Online ist Merida – Legende der Highlands ein „hinreißender Film, der sowohl bei den Gruselgeschichten der Grimm-Brüder als auch den verzwickten Fabeln von Hans-Christian Andersen Anleihen nimmt.“
Der Filmdienst lobt neben der Filmmusik und der Synchronisation im Original vor allem die ästhetische Umsetzung der Animation: „Die CGI-Bilder sind elegant und detailfreudig […] Die 3D-Effekte sind sparsam und zurückhaltend eingesetzt, die wilde Schönheit Schottlands mit seinen dunklen Wäldern und den rauen Bergen wurde mit kräftigen Farben kreiert.“ Im Vergleich zu vorhergehenden Pixar-Filmen wird jedoch „Verrücktheit oder Originalität“ vermisst.
Andrea Seitz hebt auf kinofenster.de die hohe Qualität der Animation als „Fest für die Augen“ hervor, besonders in Bezug auf die „natürlich wirkende Umgebung“ und Details wie „Nebel in unterschiedlichen Konsistenzen, Wind in Haaren verschiedenster Struktur, Texturen von Stoffen aller Art, komplizierte und rasante Bewegungen von Mensch und Tier […]“. Obwohl die Geschichte im schottischen Hochmittelalter angesiedelt ist, sieht die Autorin „zeitgenössische Themen wie arrangierte Heirat, Selbstbestimmungsrecht der Frau, Aufkündigung der Familientradition, Konflikt mit der elterlichen Autorität“ in der Übertragung in den Sagen- und Märchenkontext gelungen verhandelt.
Einige Kritiker stellen aufgrund der weiblichen Hauptfigur, der Themen und des märchenhaften Kontexts auch den Bezug zu Disney-Filmen wie Mulan, Rapunzel – Neu verföhnt oder Pocahontas her. Thomas Hunziker von filmsprung.ch weist in diesem Zusammenhang auf den Einsatz von allzu bekannten Disney-Motiven, Konflikten und Figurenkonstellationen hin, die seiner Meinung nach nicht von den bisherigen Pixar-Qualitäten wie „unbändigen Einfallsreichtum und charmante Atmosphäre“ zeugen.
Joachim Kurz resümiert auf kino-zeit.de: „So fällt unterm Strich das Fazit zu Merida – Legende der Highlands ambivalent aus: Bezüglich der Qualität der Animationen und der Raffinesse der Figurenzeichnung ist der neue Pixar-Streifen ein echter Hit. Gerade die Geschichte aber schafft es nicht, an den Charme, den Humor und den Tiefgang von Ratatouille anzuknüpfen.“ Und auch der Tagesspiegel findet, Merida sei ein „schöner, sehenswerter Film mit reichlich Tempo, Witz und brillanter Animation in virtuos eingesetzter 3-D-Technik. Für ein Werk aus dem Haus Pixar aber ist die Geschichte, die hier erzählt wird, überraschend mutlos. Vor allem das recht gewöhnliche letzte Drittel passt einfach nicht zum vielversprechenden Anfang des Films.“
Die Deutsche Film- und Medienbewertung (FBW) zeichnete den Film mit dem Prädikat „besonders wertvoll“ aus.

## Auszeichnungen
- 2013:
  - Oscar 2013 (Bester Animationsfilm)
  - Golden Globe Award 2013 (Bester Animationsfilm)
  - British Academy Film Awards 2013 (Bester Animationsfilm)
  - Critics’ Choice Movie Awards 2013 (2 Nominierungen)
  - Grammy Awards 2013 (1 Nominierung)
- 2012:
  - Satellite Awards 2012 (2 Nominierung)
  - Annie Award (2 Siege, 6 Nominierungen)
  - American Cinema Editors
  - Chicago Film Critics Association für Bester Animationsfilm
  - Online Film Critics Society Award (1 Nominierung)
  - Toronto Film Critics Association (1 Nominierung)